# Vittorio Fagone
Vittorio Fagone (Floridia, 3 agosto 1933 – Milano, 8 gennaio 2018) è stato un critico d'arte italiano.

## Biografia
Dal 1994 al 2000 è stato direttore della Galleria d'arte moderna e contemporanea dell'Accademia Carrara di Bergamo, caratterizzando il suo operato per la forte attenzione alle figure di Carlo Carrà, Joe e Gianni Colombo, all'esperienza del Premio Bergamo e in generale alla storia artistica lombarda e italiana degli anni trenta.
Insieme a Dieter Ronte, durante una serie di incontri all'interno della Biennale di Venezia del 1986, ha dato vita all'idea base del movimento Art in Nature.

## Pubblicazioni
È autore di numerose pubblicazioni, fra le quali:
- L'arte all'ordine del giorno. Figure e idee in Italia da Carrà a Birolli, Feltrinelli, Milano, 2001.
- L'immagine video. Arti visuali e nuovi media elettronici, Feltrinelli, Milano, 1990.
- Joe Colombo (con Ignazia Favata), Il Sole 24 ore, Roma, 1988.
- Migneco (con Salvatore Quasimodo), Edizione Arte & Grafica , Bergamo, 1983.
- Mario Botta. Una casa (con Francesco Dal Co, catalogo della mostra), Mondadori Electa, Milano, 1989.

Ha inoltre pubblicato libri con gli editori Charta, Lubrina-LEB e Mazzotta.